# Alexandre-Étienne Simiot
Pour les articles homonymes, voir Simiot (homonymie).
Alexandre-Étienne Simiot, né le 10 janvier 1807 à Bordeaux (Gironde) et mort le 26 janvier 1879 à Paris, est un journaliste et un homme politique français.

## Biographie
Journaliste, il collabore dès 1834 aux journaux démocratiques de la Gironde et devient l'un des chefs du parti démocratique. Il est conseiller municipal de Bordeaux de 1840 à 1848, puis adjoint au maire en 1870.
Il fut député de la Gironde 1848 à 1849, puis de 1871 à sa mort où il siégea dans les rangs de l’extrême gauche. Il signa lors de la crise du 16 mai 1877, le manifeste des 363.
Il est inhumé au cimetière de la Chartreuse.
Une place porte son nom à Bordeaux.

### Sources
- « Alexandre-Étienne Simiot », dans Adolphe Robert et Gaston Cougny, Dictionnaire des parlementaires français, Edgar Bourloton, 1889-1891 [détail de l’édition]